# Stenopelmatus fuscus
Stenopelmatus fuscus är en insektsart som beskrevs av Samuel Stehman Haldeman 1852. Stenopelmatus fuscus ingår i släktet Stenopelmatus och familjen Stenopelmatidae. Inga underarter finns listade i Catalogue of Life.

## Bildgalleri

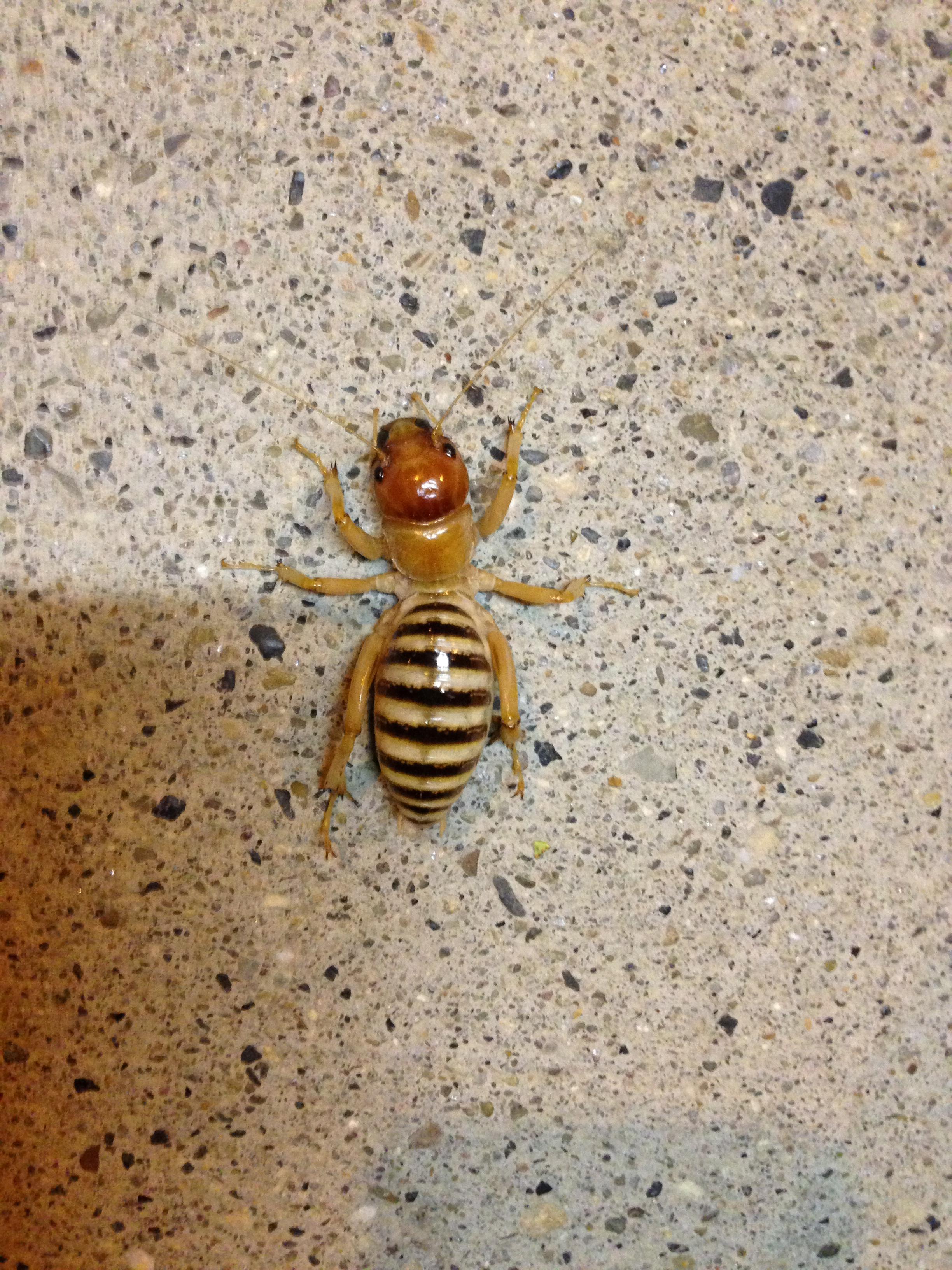
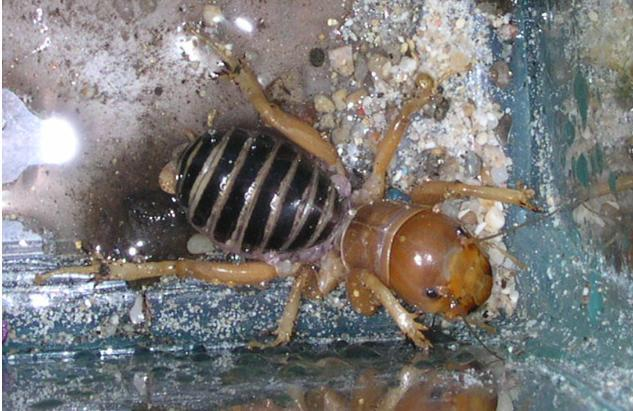
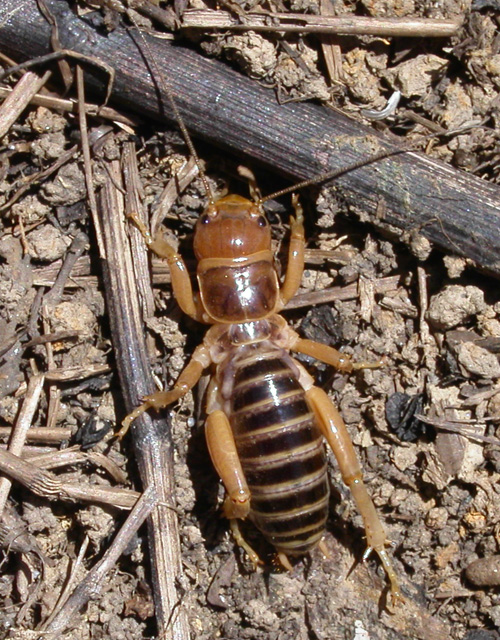
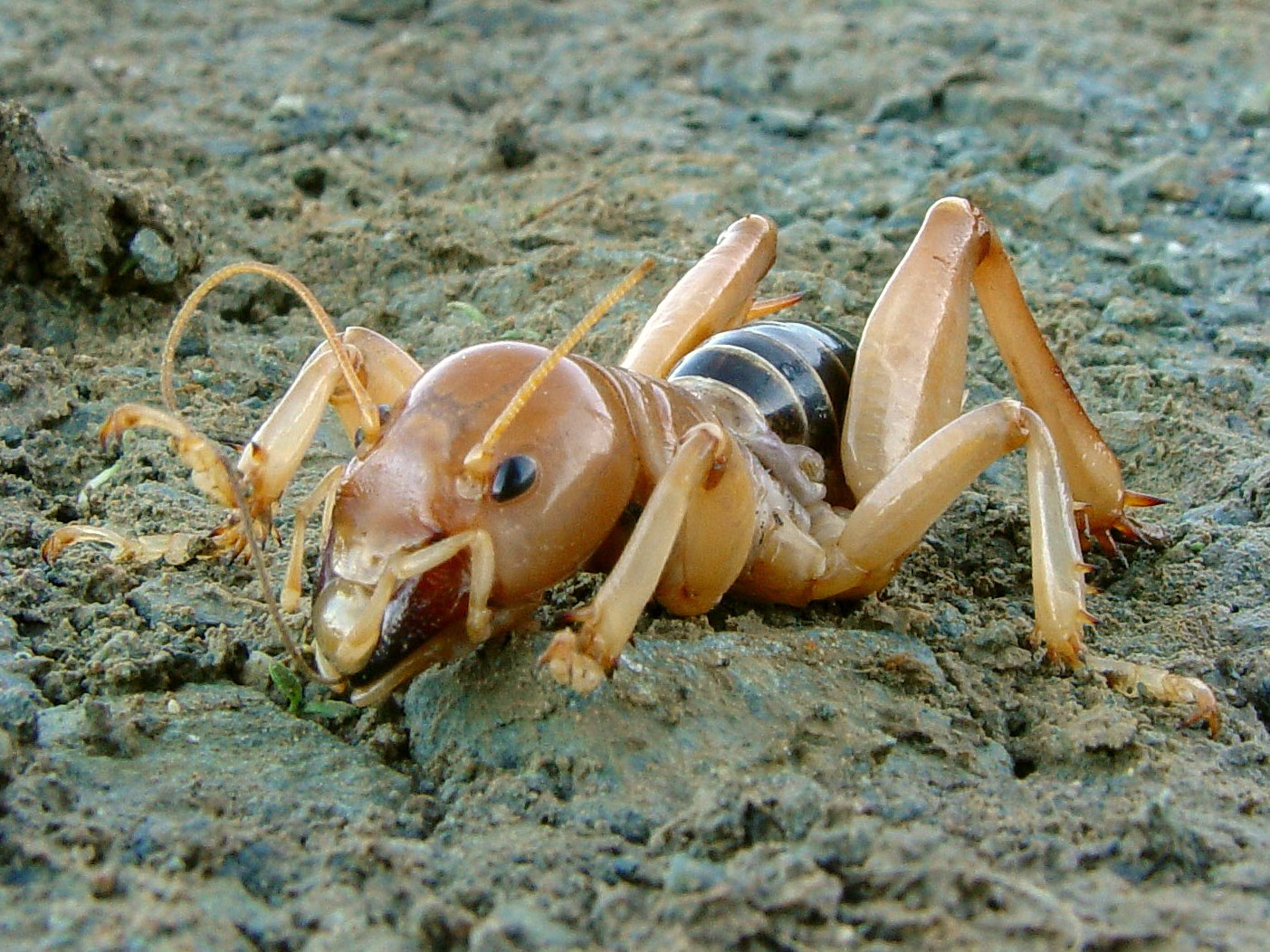